# Народно-революционный флот Дальневосточной республики
Наро́дно-революцио́нный флот Дальневосто́чной респу́блики (НРФ ДВР) — военно-морской флот Дальневосточной республики, входящий в состав Народно-революционной армии ДВР (НРА ДВР), созданный 26 марта 1921 года на базе Амурской речной флотилии и Байкальского дивизиона.

## История
Первоначально именовался «Морскими силами ДВР» (МС ДВР), с 9 января 1922 года — Народно-революционным флотом ДВР. Штаб размещался в Чите, с апреля 1922 года — в Благовещенске, с июля 1922 года — в Хабаровске.
К январю 1922 года имел 15 боевых кораблей и вспомогательных судов. Участвовал в освобождении от белогвардейских и японских войск Приамурья и Приморья, содействовал наступлению войск НРА ДВР на реках Амур и Уссури, озере Ханка.
К ноябрю 1922 года НРФ ДВР включал Амурскую флотилию (Хабаровск), главный военный порт и отряд судов особого назначения Тихого океана (Владивосток).
16 ноября 1922 года (после вхождения ДВР в состав РСФСР) НРФ ДВР переименован в «Красный флот на Дальнем Востоке», затем — в «Морские силы Дальнего Востока».

## Военная организация
В организованную 8 мая 1920 года Амурскую флотилию Народно-революционной армии Дальневосточной республики (с 19 апреля 1921 года — Амурская флотилия Морских сил Дальневосточной республики) включены некоторые канонерки Амурской речной флотилии, введённые в строй, и она участвовала в гражданской войне до октября 1922 года. Первоначально она базировались в Хабаровске, но после его захвата в мае 1920 года японцами — в Благовещенске, а с октября 1920 года — снова в Хабаровске. Но перед уходом из Хабаровска в октябре 1920 года японцы увели на Сахалин 4 канонерские лодки, посыльное судно и несколько вспомогательных судов. Большинство канонерские лодок (канонерок) бывшей Амурской речной флотилии весь 1920 год продолжали находиться в разрушенном и полузатопленном состоянии в Хабаровске. 22—23 декабря 1921 года они захвачены там белоповстанческой армией Приамурского края, а в 14 февраля 1922 года — снова красными частями Народно-революционной армии Дальневосточной Республики.
Боеспособные же силы флотилии (красной) к лету 1921 года после ремонта состояли из шести канонерских лодок, пяти вооружённых пароходов, шести катеров, шести тральщиков и до 20 вспомогательных судов. С апреля 1921 года флотилия подчинялась штабу Морских сил ДВР. Флотилия взаимодействовала с сухопутными войсками на реках Амур и Уссури, обороняла минно-артиллерийскую позицию в районе Хабаровска. С 9 января 1922 года называлась «Народно-революционным флотом ДВР».
Последней операцией флотилии в гражданской войне стал поход отряда кораблей в составе Северной группы сухопутных и морских сил в сентябре-октябре 1922 года для освобождения низовьев Амура от японцев и прояпонских властей. Вскоре после занятия НРА ДВР Владивостока, 7 ноября 1922 года НРФ ДВР вновь разделён на Морской отряд, в который вошли захваченные НРА ДВР во Владивостоке остатки Сибирской флотилии, и Амурскую флотилию НРФ ДВР. Но через несколько дней Дальневосточная республика объявила о присоединении к РСФСР, и тогда 17 ноября 1922 года флотилия стала называться «Амурской речной военной флотилией Морских сил Дальнего Востока РСФСР». В мае 1925 года дипломатическим путём получены от Японии уведённые ею речные корабли.

## Символика

Кормовой флаг кораблей, катеров и судов Амурской флотилии НРА ДВР, утверждённый 17 июня 1920 года командующим флотилией В. Я. Канюком (использовался до 1 августа 1921 года, то есть до введения военно-морских флагов ДВР)[a][4].
Кормовой флаг кораблей, катеров и судов Амурской речной флотилии РККФ РСФСР, используемый революционными военморами в 1918 году (послужил основой для утверждённого 1 августа 1921 года военно-морского флага ДВР — кормового флага кораблей, катеров и судов МС ДВР, который отличался наличием белых букв «Д», «В» и «Р» в левом, в верхнем и в правом углах Андреевского креста соответственно)[4].
Гюйс кораблей МС ДВР (с 9 января 1922 года — НРФ ДВР), утверждённый 1 августа 1921 года

### Комментарии
1. ↑  Аналогичный флаг использовался в РИФ до 1865 года в качестве кормового флага арьергарда[3].